# Charlotte Densch
Charlotte Densch (* 25. Juli 2002 in Buxtehude) ist eine deutsche Aerobicturnerin. Sie ist Teil des Bundeskaders des Deutschen Turner-Bunds und zweifache deutsche Meisterin im Einzel.

## Werdegang
Densch fing bereits 2012 beim TSV Buxtehude Altkloster an mit dem Aerobicturnen. Zwei Jahre später wurde sie Teil des Landeskaders und nach knapp drei weiteren Jahren wurde sie dann ab 2017 auch Teil des Bundeskaders. Zwischenzeitlich wechselte sie zum Verein Blau-Weiss Buchholz.
Neben den zwei Meister- und drei Vizemeistertiteln in den deutschen Jugendmeisterschaften bestehen Denschs größte Erfolge in der Jugend noch in der Qualifikation für und Teilnahme an den Jugendweltmeisterschaften 2018.
Ihre Erfolge auf nationaler Ebene konnte Densch auch in der Erwachsenenklasse fortführen. So gewann sie in ihrem ersten Jahr in der Erwachsenenklasse 2021 gleich drei Goldmedaillen bei den deutschen Meisterschaften. Im nächsten Jahr konnte sie ihren Titel im Einzel weiterhin verteidigen. Darauf musste sie sich jedoch bei den nächsten deutschen Meisterschaften 2023 knapp Cosma Müller, welche zum ersten Mal in der Erwachsenenklasse teilnahm, geschlagen geben. Dies setzte sich 2024 fort mit einem Vize-Titel im Einzel, sowie auch im Duo.
Weiter auf internationaler Ebene nahm sie an den Europameisterschaften 2021 und 2023, wobei sie einmal im Dance und einmal als Gruppe ins Finale einzog. Auch konnte Densch sich 2022 bei den Weltmeisterschaften im Dance für das Finale qualifizieren. Im FIG-Worldcup im selben Jahr konnte sie im Einzel ins Finale einziehen, wobei sie mit 20,00 Punkten den vierten Platz erreichte, was der besten Platzierung einer deutschen Aerobicturnerin jemals entspricht.
Densch machte 2022 ihr Abitur am Gymnasium Am Kattenberge in Buchholz.